# Corinna punicea
Corinna punicea is een spinnensoort uit de familie van de loopspinnen (Corinnidae).
De wetenschappelijke naam van de soort werd in 1897 gepubliceerd door Eugène Simon.